# Antivoetpuntsdriehoek

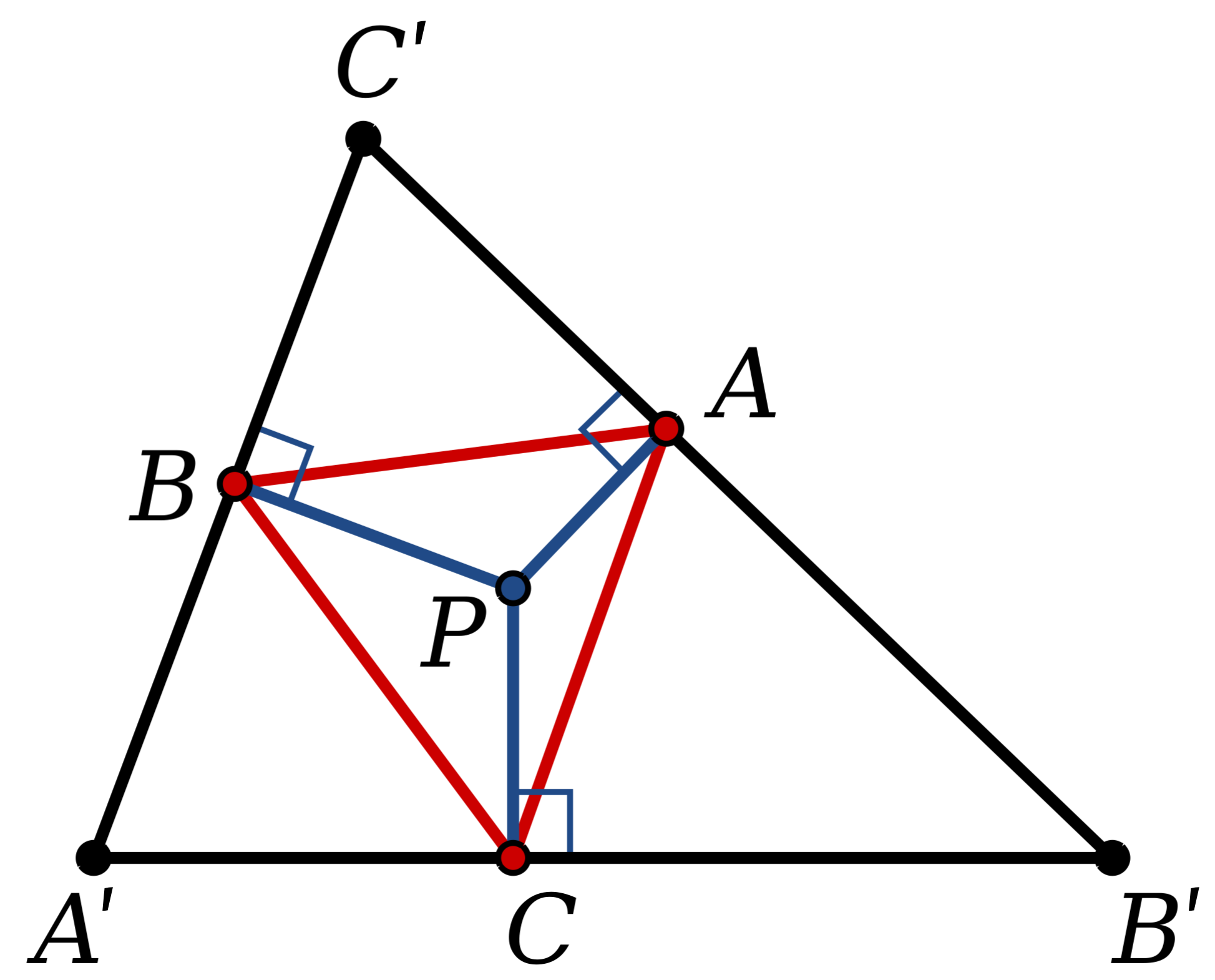
A'B'C' is de antivoetpuntsdriehoek van P ten opzichte van driehoek ABC

De antivoetpuntsdriehoek van een punt P ten opzichte van een gegeven driehoek is de driehoek A'B'C' die wordt ingesloten door de volgende drie lijnen:
- door A loodrecht op AP,
- door B loodrecht op BP,
- door C loodrecht op CP.

ABC is dan juist de voetpuntsdriehoek van P ten opzichte van A'B'C'.

## Eigenschappen

de voetpuntsdriehoek van P en de antivoetpuntsdriehoek van diens isogonale verwant Q hebben evenwijdige zijden.

- De antivoetpuntsdriehoek A1B1C1 van P en de voetpuntsdriehoek A2B2C2 van de isogonale verwant Q van P zijn gelijkvormig, ze hebben zelfs evenwijdige zijden.
- De oppervlakte van ABC is het meetkundig gemiddelde van de oppervlaktes van A1B1C1 en A2B2C2.[1]